# Limnephilus nimmoi
Limnephilus nimmoi är en nattsländeart som beskrevs av Roger Roy och Harper 1975. Limnephilus nimmoi ingår i släktet Limnephilus och familjen husmasknattsländor. Inga underarter finns listade i Catalogue of Life.